# ルーサー・パーキンス
ルーサー・モンロー・パーキンス（Luther Monroe Perkins、1928年1月8日 - 1968年8月5日）は、アメリカ合衆国のカントリーミュージックのギタリスト。
ジョニーキャッシュのバックバンドであるテネシー・スリーのメンバーである。
キャッシュの音楽で特徴的なリズミカルの「ブン・チカ・ブン」スタイルを作成した人物である。身長は181cm。

## 生涯

### 生い立ちと音楽キャリアの始まり
パーキンスは1928年8月5日にミシシッピ州コモに、バプテストの説教者の息子として生まれた。幼少の頃から音楽に興味を示し、独学でギターを学んだ。
パーキンスは、1953年にメンフィスの自動車販売会社の整備士やラジオの修理士、電機製品として仕事を始めた。ジョニー・キャッシュの兄であるロイ・キャッシュは、ディーラーのサービスマネージャーであった。当時、ジョニーはアメリカ軍と共にドイツに駐留していた。
ある日、自動車の販売店で、後のバンドメンバーであるマーシャル・グラント（ベーシスト）、と出会い、2人は意気投合した。以降、パーキンスは仕事の休み時間の合間に一緒に演奏するようになった。
1954年に、ジョニーはドイツから戻った後、メンフィスに移った際、ロイはパーキンス、グラント、ホランドを紹介した。3人はその日の夕方、グラントの家に集まり、ヘイ・ポーター演奏した。そして、彼らは「ジョニー・キャッシュ＆テネシー・トゥー」を結成した。パーキンスは中古のフェンダー・エスクワイヤーを購入した。

### 突然の死
1968年8月3日早朝、パーキンスは趣味の釣りを終えて、テネシー州ヘンダーソンヴィルにある自宅に帰った。家族によると、パーキンスは火のついたタバコを持ってリビングルームで寝てしまった。姪が6時頃に目を覚ますと、リビングルームが燃えているところを発見し、パーキンスはドアの近くで倒れていて意識不明の状態で発見された。救急隊員がパーキンスをヴァンダービルト大学病院へ運び、集中治療を受けたが、亡くなった。40歳だった。
パーキンスは、ヘンダーソンヴィル記念公園にジョニー・キャッシュとジューン・カーター・キャッシュの墓の近くに埋葬された。

## 「ブン・チカ・ブン」スタイル
パーキンスは、4~6弦をミュートして、1~3弦をスクラッチするという演奏法であり、実際に「フォルサム・プリズン・ブルース」 や「ビッグ・リヴァー」などで聴くことができる。

## エピソード
- パーキンスは、ステージでは簡潔で集中的な態度でよく知られていた。そのためか、ジョニーに「こいつは生きているのかも分からない」と冗談を言われたこともある。
- あだ名は「LM」だった。（ルーサー・モンローのイニシャル）
- 名字がカール・パーキンスと一緒だが、関係は一切ない